# Natten är vår
Natten är vår är ett studioalbum från 1993 med det svenska dansbandet Keith Almgrens orkester och är deras debutalbum. Melodin "Lucy" testades på Svensktoppen utan att placera sig. 

## Låtlista
1. På lugnare vatten (Kjell Roos-Keith Almgren)
2. Det är nåt i luften (Keith Almgren)
3. För din kärleks skull (Anders Olausson-Keith Almgren)
4. Tre tända ljus (Patrik Lindqvist-Keith Almgren)
5. Natten är vår (sång) (Martin Klaman-Keith Almgren)
6. Svensktoppsmedley:
  1. Jeannie (Jeannie's Coming Back), Norell Oson Bard-Keith Almgren)
  2. Jag har en dröm (Martin Contra-Björn Frisen-Keith Almgren)
  3. ABC (Martin Contra-Björn Frisen-Keith Almgren)
  4. Vem får följa dig hem (sång) (Norell Oson Bard-Keith Almgren)
7. Varje natt (Peter Åhs-Keith Almgren)
8. Lucy (Lucy Wrote Me a Letter) (Norell Oson Bard-Keith Almgren)
9. Vingarna skall bära (Patrik Lindqvist-Keith Almgren)
10. Bara du (Jan Johansson-(Keith Almgren)
11. För den kärlek jag känner (When Your Heartache is Over) (Norell Oson Bard-Keith Almgren)
12. I en skyddad hamn (Keith Almgren)

## Medverkande
- Kenth Björling - leadsång, gitarr, kör
- Claes Lövgren - leadsång, klaviatur, kör
- Peter Hansson - gitarr, kör
- Bengt Björketun - bas, kör
- Micke Landqvist - trummor, kör

### Fotnoter
1. ↑  ”Natten är vår”. Svensk mediedatabas. 26 februari 1993. https://smdb.kb.se/catalog/id/001504173. Läst 17 december 2019.